# Podwodne życie ze Steve’em Zissou
Podwodne życie ze Steve’em Zissou (ang. The Life Aquatic with Steve Zissou) – amerykańska komedia przygodowa z 2004 roku w reżyserii Wesa Andersona.

## Obsada
- Bill Murray jako Steve Zissou
- Owen Wilson jako Ned Plimpton
- Cate Blanchett jako Jane Winslett-Richardson
- Anjelica Huston jako Eleanor Zissou
- Willem Dafoe jako Klaus Daimler
- Jeff Goldblum jako Alistair Hennessey
- Michael Gambon jako Oseary Drakoulias
- Bud Cort jako Bill Ubell

## Produkcja
Zdjęcia kręcono w następujących lokacjach na terenie Włoch:
- Lacjum (Rzym, Torre Astura w Nettuno; Ponza w prowincji Latina);
- Neapol (Teatr San Carlo, pałac królewski)[1].[2].